# Crotalaria bracteata
Crotalaria bracteata är en ärtväxtart som beskrevs av Dc.. Crotalaria bracteata ingår i släktet sunnhampor, och familjen ärtväxter. Inga underarter finns listade i Catalogue of Life.